# Контргамбіт Німцовича
Контргамбіт Німцовича — шаховий дебют, який починається ходами:

1. e2-e4 e7-e5

2. f2-f4 d7-d5

3. e4: d5 c7-c6.
Відноситься до відкритих дебютів та є продовженням королівського гамбіту і контргамбіту Фалькбеєра.
Дебют названий іменем Арона Німцовича, який вперше застосував хід 3. … c7-c6 у грі з Рудольфом Шпільманом в 1907 році. У XX столітті зустрічався в партіях таких шахістів, як К.Тартаковер, Ф.Маршалл, Е.Ґрюнфельд, Я.Естрин.
Основна ідея чорних — пожертвувати пішака з метою швидкого розвитку фігур і отримання дебютної ініціативи. За сучасними оцінками, контргамбіт Німцовича — досить цікаве, але не цілком достатнє для рівняння гри продовження.

## Варіанти
- 4. d5:c6 Kb8:c6 5. d2-d3 Cf8-c5 — з перевагою у чорних
- 4. Kb1-c3! e5:f4 5.Kg1-f3 Kg8-f6 6.d2-d4
  - Кf6:d5 7. Кс3:d5 Фd8:d5 8. Сc1:f4 Фd5-е4+ 9. Фd1-е2
  - Cf8-d6 7. Фd1-е2+ Фd8-e7 8. Фе2:е7 Кре8:е7
- 4. Фd1-e2

## Приклад
Симон — Гедульт, Париж, 1981
1. e2-e4 e7-e5 2. f2-f4 d7-d5 3. e4:d5 c7-c6 4. Фd1-e2 c6:d5 5. Фe2:e5+ Cf8-e7 6. Фe5:g7? Ce7-f6! 0-1 Білі втрачають ферзя, на 7. Фg7-g3 йде 7. …Сf6-h4.